# Coupe de la fédération turque
 (novembre 2023).
Si vous disposez d'ouvrages ou d'articles de référence ou si vous connaissez des sites web de qualité traitant du thème abordé ici, merci de compléter l'article en donnant les références utiles à sa vérifiabilité et en les liant à la section « Notes et références ».
La Coupe de la fédération turque (en turc:Federasyon Kupası) est le premier championnat professionnel organisé en Turquie. Cette compétition est l'ancêtre du Championnat de Turquie de football qui débutera en 1959. Cette coupe a été créée en 1957 afin que la Turquie puisse bénéficier d'une place pour la Ligue des champions 1957-1958. Finalement, la Turquie obtiendra cette place la saison d'après.
Le Beşiktaş gagne les 2 éditions de cette coupe.

## Résultats du championnat

### 1956-1957
30 clubs participent à cette coupe. 10 d'Istanbul, 10 d'Izmir, 8 d'Ankara et 2 d'Adana.

Ils sont répartis en 3 groupes de 10 :
- Groupe Istanbul
- Groupe Izmir
- Groupe Ankara (qui contient également les clubs d'Adana)

Les équipes s'affrontent à l'intérieur de chaque groupe sur 1 match.

Les 2 équipes qui restent à la fin de chaque groupe se qualifient pour le tour finalqui contient donc 6 équipes.

Les 6 équipes qualifiées disputent un championnat en matchs aller-retour.
Le premier de cette dernière phase est le vainqueur de la coupe.

### 1957-1958
38 clubs participent à cette coupe. 20 d'Istanbul, 10 d'Izmir, 8 d'Ankara.

Ils sont répartis en 3 groupes :
- Groupe Istanbul
- Groupe Izmir
- Groupe Ankara

Tout d'abord, il y a deux tours d'éliminations sur un seul match dans chaque groupe.

Il reste alors 16 équipes qui sont réparties en 2 groupes de 8.

Les 4 vainqueurs en match aller-retour de chaque groupe se qualifie pour le tour de poule, ou chaque équipe affronte 2 fois les autres.
Les vainqueurs de chaque poule s'affrontent en finale aller-retour pour déterminer le champion.

### Palmarès
| Édition   | Vainqueur | Vainqueur | Second/Finaliste | Score              |
| --------- | --------- | --------- | ---------------- | ------------------ |
| 1956-1957 | Beşiktaş  | (1)       | Galatasaray      | 17 pts-14 pts      |
| 1957-1958 | Beşiktaş  | (2)       | Galatasaray      | 2-0 (1-0) et (1-0) |